# LW6/8 (Paralympics)
LW6/8 ist eine Startklasse für Sportler im paralympischen Wintersport für Sportler im Ski Alpin. Die Zugehörigkeit von Sportlern zur Startklasse ist wie folgt skizziert:
Skisportler der Klasse LW6/8 haben Behinderungen in einer oberen Extremität. Eines der folgenden Minimumkriterien muss erfüllt sein:
- Verlust einer oberen Extremität ober- oder unterhalb des Ellbogens - oder
- Kraftverlust der Muskelgruppen im Handgelenk und/oder der Ellbogenregion.

Es gilt:
- der Athlet / die Athletin benutzt zwei Ski und einen Stock.

Die Klasseneinteilung kennzeichnet den wettbewerbsrelevanten Grad der funktionellen Behinderung eines Sportlers. Sportler in den Klassen LW1-LW9 starten stehend.